# Universitatea de Stat de Medicină din Turkmenistan
Universitatea de Stat de Medicină din Turkmenistan (în turkmenă Türkmenistanyň Döwlet lukmançylyk uniwersitety) este o instituție de învățământ superior din Turkmenistan, subordonată Ministerului Sănătății și Industriei Medicale și Ministerului Educației din Turkmenistan.

## Istorie
Universitatea a fost fondată la 29 decembrie 1931, numită pe atunci Institutul de Stat de Medicină din Turkmenistan. După decorarea instituției cu Ordinul Prieteniei Popoarelor în 1981, aceasta a fost redenumită în Institutul Turkmen de Medicină al Ordinului Prieteniei Popoarelor. A purtat această denumire până în 1997, când s-a revenit la cea inițială.
La 27 august 2010, Institutul de Stat de Medicină din Turkmenistan a fost desființat prin decretul președintelui turkmen Gurbangulî Berdîmuhamedov, imediat fiind fondată Universitatea de Stat de Medicină din Turkmenistan, care a devenit succesoarea fostei instituții. De la 1 septembrie 2010, universitatea este situată într-o clădire nouă de pe bulevardul Arçabil, în așa-numitul „orășel al medicinei”, nu departe de clădirea Ministerului Sănătății și Industriei Medicale și în proximitatea mai multor instituții medicale.
Obiectivul principal al universității este de furnizarea de specialiști de înaltă calificare instituțiilor medicale și întreprinderilor farmaceutice din Turkmenistan. Un domeniu important de activitate este dezvoltarea de noi metode de diagnostic și tratare a bolilor.

## Facultăți
La data deschiderii universității la 1 septembrie 2010, activau 5 facultăți: medicină, pediatrie, stomatologie, farmaceutică și medicină preventivă. Un an mai târziu a fost inaugurată facultatea de medicină sportivă, iar în 2012 și-au început activitatea facultatea de pregătire postuniversitară și formare avansată a medicilor și cea de medicină militară. În 2015 au fost instituite cursuri de serviciu sanitar și epidemiologie.

## Centre universitare
În cadrul universității funcționează următoarele centre: 
- Centrul stomatologic de instruire și producere[13]
- Centrul științifico-clinic de boli oftalmologice[13]
- Centrul educațional-științific pentru sănătatea mamei și copilului[14]
- Centrul de cercetare științifică a biotehnologiilor medicinale[9]
- Centrul de cercetare științifică în domeniul medicinei sportive

## Premii și recunoaștere
În 1981, institutului a fost decorat cu distincția sovietică Ordinul Prieteniei Popoarelor „pentru meritele sale în dezvoltarea sănătății publice și a științei medicale și instruirea specialiștilor de înaltă calificare”.
În 2011, Europe Business Assembly (organizație care, conform The Times și altor surse mass-media, oferă „premii false”) a acordat universității premiul „Calitate europeană” „pentru înalta calitate a serviciilor educaționale”.
Din 2012, Universitatea este inclusă în Catalogul Avicenna / World Directory of Medical Schools, registre întreținute de Organizația Mondială a Sănătății.